# Otto von Below
Otto Ernst Vinzent Leo von Below, född 18 januari 1857 och död 9 mars 1944, var en tysk militär, bror till generalen Fritz von Below.
von Below blev officer vid infanteriet 1875, överste och regementschef 1905, generalmajor 1909, generallöjtnant och befälhavare för 2:a divisionen 1914 och general vid infanteriet 1914. Vid första världskrigets utbrott var von Below infanterifördelningschef men blev snart chef för 1:a reservkåren och därefter för 8:e armén på östfronten. Efter att som chef för Njemenarmén ha lett framstöten genom Kurland blev han 1916 armégruppchef i Makedonien samt följande år åter arméchef, nu för 6:e armén på västfronten. I oktober 1917 erhöll han befälet över den mot Italien insatta 14:e armén och utförde med denna genombrottet vid Tolmein-Flitsch. 1918 deltog han som chef för 17:e armén i den stora våroffensiven mot Frankrike och blev efter stilleståndet chef för hemlandsvärnet i väster. I juni 1919 lämnade von Below krigstjänsten.